# Agnieszka Kwietniewska
Agnieszka Kwietniewska (ur. 1976) – polska aktorka teatralna (związana z Teatrem im. Jerzego Szaniawskiego w Wałbrzychu) i dubbingowa, rzadko występująca w filmie. W 2000 ukończyła studia na wydziale krakowskiej PWST we Wrocławiu.

## Filmografia[2]
- 2006: Egzamin z życia – sekretarka w wytwórni
- 2004–2008: Pierwsza miłość – Urszula, sekretarka w firmie należącej do Piotra Kulczyckiego, ojca Artura
- 2003: Na Wspólnej – pielęgniarka
- 2002–2008: Samo życie –
  - charakteryzatorka,
  - pracownica produkcji serialu „Bicie serca”,
  - Inka, koleżanka „Mierzeja” Mierzejewskiego
- 2000: M jak miłość – sekretarka prezesa sądu
- od 1997: Klan – Goździkowa – kobieta, która adoptowała Grzegorza

## Polski dubbing
- 2007: Odlotowe agentki – Mindy
- 2007: Monster Buster Club – Elton
- 2007: Iggy Arbuckle – Iggy Arbuckle
- 1987: Mali czarodzieje – Boo

## Nagrody i odznaczenia
- 2011 – nagroda za najlepszą rolę żeńską na 4. Międzynarodowym Festiwalu Teatralnym Boska Komedia za przedstawienie „Joanna Szalona. Królowa” w reż. Wiktora Rubina
- 2011 – indywidualną nagrodę za rolę żeńską, w przedstawieniu „Był sobie Andrzej, Andrzej, Andrzej i Andrzej” Pawła Demirskiego, reż. Monika Strzępka, Teatr Dramatyczny im. Jerzego Szaniawskiego w Wałbrzychu w finale 17. Ogólnopolskiego Konkursu na Wystawienie Polskiej Sztuki Współczesnej[3].
- 2008 – pierwsza nagroda (ex aequo z Urszulą Gotowicką) w konkursie kabaretowym Palma 2008 za piosenkę autorską o wróbelku.
- 2004 – nagroda przyznawana przez kieleckie redakcje: „Echa Dnia”, Radia Fama, Radia Plus, Radia Tak – za role w sezonie 2003/2004 w Teatrze im. Żeromskiego w Kielcach
- 2003 – Statuetka Syriusza: „za konsekwencję w unikaniu «łatwego» aktorstwa”. Nagroda przyznawana przez zespół „Gazety Wyborczej” (Kielce)
- 2000 – wyróżnienie za role: Żony Tota w przedstawieniu „Rodzina Totów” Istvana Orkeny’ego w reż. K. Dracza i Heleny w przedstawieniu „Sen nocy letniej” Shakespeare’a w reż. K. Dubiela – podczas XVIII Festiwalu Szkół Teatralnych